# Gradska općina Maribor
Gradska općina Maribor (slo.:Mestna občina Maribor) je općina u sjevernoj Sloveniji u pokrajini Štajerskoj i statističkoj regiji Podravskoj. Središte općine je grad Maribor.

## Zemljopis
Općina Maribor nalazi se u sjevernom dijelu Slovenije. Općina je pogranična prema Austriji na sjeverozapadu. Najveću važnost ima ravničarsko područje u dolini rijeke Drave na jugu i jugoistoku. Sjeverni dio općine je brdskog karaktera. Krajnji zapad općine je planinski - jugozapadno se izdiže Pohorje, a sjeverozapadno Kozjak.
U općini vlada umjereno kontinentalna klima. Najveći vodotok u općini je rijeka Drava. Svi ostali vodotoci su manji i njeni su pritoci. Značajan je potok Pesnica u sjevernom dijelu općine.

## Naselja u općini
Bresternica, Celestrina, Dogoše, Gaj nad Mariborom, Grušova, Hrastje, Hrenca, Jelovec, Kamnica, Laznica, Limbuš, Malečnik, Maribor, Meljski Hrib, Metava, Nebova, Pekel, Pekre, Počehova, Razvanje, Ribniško selo, Rošpoh - del, Ruperče, Srednje, Šober, Trčova, Vinarje, Vodole, Vrhov Dol, Za Kalvarijo, Zgornji Slemen - dio, Zrkovci

## Vanjske poveznice
- Službena stranica općine  Arhivirana inačica izvorne stranice od 27. travnja 2011. (Wayback Machine)